# Rawandiz
Rawandiz (en kurdo: ڕەواندز, Rrewandiz; árabe: رواندوز) es una ciudad de Irak, situada en el Kurdistán iraquí, en la Gobernación de Erbil (distrito de Soran), cerca de las fronteras turca e iraní. Cuenta con 95.089 habitantes. En sus alrededores destaca el cañón homónimo. En 2007 se construyó allí el primer resort turístico del país.
Fue la capital del histórico Emirato de Soran.